# کونگو گومی

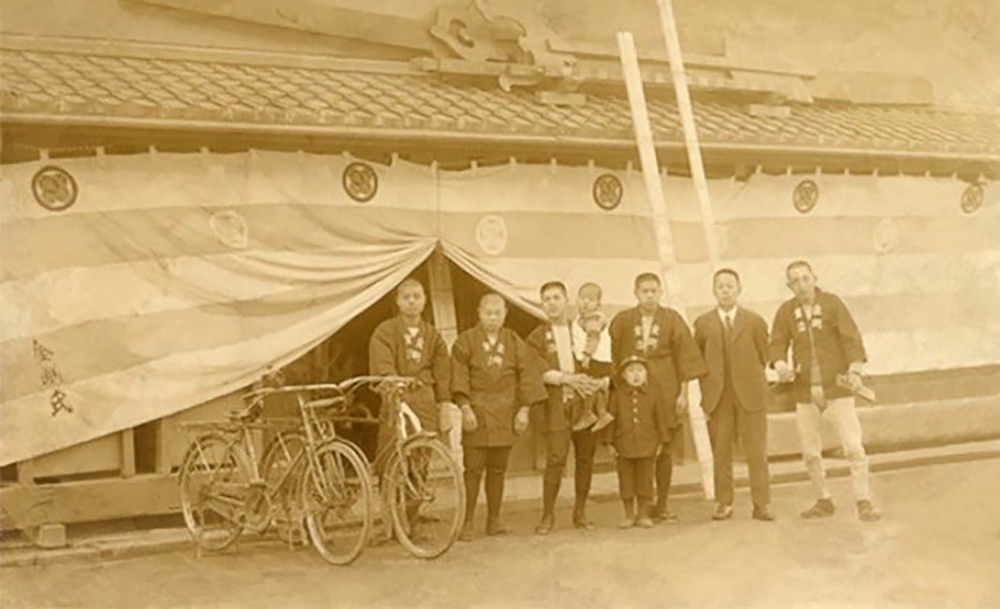
تعدادی از کارکنان شرکت کنگو گومی، در کنار کونگو یوشی، از نسل ۳۸ خانواده کونگو (سال ۱۹۳۰)

کونگو گومی (به انگلیسی: Kongō Gumi) شرکت ساخت‌وساز ژاپنی است که به‌عنوان قدیمی‌ترین شرکت ثبت شده جهان شناخته می‌شود. این شرکت از سال ۵۷۸ میلادی که فعالیتش را آغاز کرد، تاکنون در طول بالغ بر ۱۴۰۰ سال توسط خانواده کونگو مدیریت می‌شد و همواره به‌طور مداوم فعالیت داشته‌است تا اینکه بخش اعظم سهام آن در اختیار یکی از شرکت‌های رقیب قرار گرفت و از آن پس به عنوان زیرمجموعه شرکت بزرگتر قرار گرفت.
دفتر مرکزی شرکت کونگو گومی در شهر اوساکا قرار داشت. ریشه‌های تأسیس این شرکت به سال ۵۷۸ میلادی بازمی‌گردد که معماری کره‌ای به‌نام شیتنو-جی، به درخواست شاهزاده شوتوکو تایشی و به منظور ساخت معبد بودایی، از بکجه به ژاپن نقل مکان کرد. سپس شیتنو-جی تصمیم گرفت در ژاپن بماند و شرکتی برای خود ثبت نماید. در طول قرن‌ها، شرکت کونگو گومی در ساخت بسیاری از ساختمان‌های مشهور ژاپن مشارکت داشته‌است، مانند: قلعه اوساکا، که در قرن ۱۶ میلادی احداث گردید. اسناد ثبت و شجره‌نامه‌ای به طول ۱۰ فوت، متعلق به مالکان کمپانی کونگو گومی می‌باشد که در قرن ۱۷ میلادی بازنویسی شده‌است و مالکیت کنونی خانواده کونگو بر این شرکت تا ۴۰ نسل قبل را مشخص می‌نماید که در نوع خود بی‌نظیر می‌باشد.
شرکت کونگو گومی در سال‌های ۲۰۰۴ و ۲۰۰۵ با مشکلات مالی فراوانی مواجه شد تا اینکه در ماه ژانویه سال ۲۰۰۶ این شرکت موقتأ منحل گردید. سپس دارایی‌های آن توسط شرکت تاکاماتسو خریداری شد. شرکت کونگو گومی تا پیش از ورشکستگی در حدود ۱۰۰ کارمند در اختیار داشت و در سال ۲۰۰۵ درآمد سالانه‌ای معادل ۷٫۵ میلیارد ین (معادل ۷۰ میلیون دلار) را کسب نمود. آخرین مدیرعامل آن ماساکازو کونگو بود. وی از نسل چهلم خانواده کونگو است که رهبری شرکت کونگو گومی را در اختیار داشتند. هم‌اکنون شرکت کونگو گومی به‌عنوان یک شرکت تابعه از گروه تاکاماتسو فعالیت می‌نماید.